# 次の足跡
『次の足跡』（つぎのあしあと）は、AKB48の3rdオリジナル・アルバム。2014年1月22日にキングレコードから発売された。

## 概要
キャッチコピーは、「僕たちの足跡は、先にある」。
オリジナル・アルバムとしては、『1830m』以来1年5か月ぶり3作目となる。「Type A」、「Type B」、「劇場盤」の3タイプでの発売で、収録曲、ジャケットがそれぞれ異なる。また、「Type A」のみDVDなどが付いた「初回限定盤」も発売される。
「Type A」、「Type B」は前作同様CD2枚組で、Disc 1には『真夏のSounds good !』から『恋するフォーチュンクッキー』までのシングル7枚の表題曲と劇場盤のみに収録されていたカップリング曲を収録。Disc 2はタイプごとに収録曲が異なり、新曲、CD初収録曲が各タイプ9曲ずつ収録される。「劇場盤」はCD1枚となり、Disc 1の収録曲と劇場盤のみの楽曲が1曲収録される。
2013年12月21日に横浜スタジアムで開催された握手会イベントにてタイトルが発表された。収録されている全37曲中36曲の作詞は総合プロデューサーの秋元康が、楽曲の編曲は野中"まさ"雄一がほぼ半数を担当。
第29回日本ゴールドディスク大賞アルバム・オブ・ザ・イヤー（邦楽部門）を受賞した。

## アートワーク
| Type A（初回限定盤） | 入山杏奈、大島優子、柏木由紀、川栄李奈、小嶋陽菜、小嶋真子、指原莉乃、島崎遥香、高橋みなみ、松井珠理奈、松井玲奈、峯岸みなみ、山本彩、横山由依、渡辺麻友、渡辺美優紀 |
| Type A（通常盤）     | 入山杏奈、柏木由紀、小嶋陽菜、小嶋真子、高橋みなみ、峯岸みなみ、横山由依、渡辺麻友                                                                                   |
| Type B               | 大島優子、川栄李奈、指原莉乃、島崎遥香、松井珠理奈、松井玲奈、山本彩、渡辺美優紀                                                                                     |
| 劇場盤               | 入山杏奈、大島優子、柏木由紀、川栄李奈、小嶋陽菜、小嶋真子、指原莉乃、島崎遥香、高橋みなみ、松井珠理奈、松井玲奈、峯岸みなみ、山本彩、横山由依、渡辺麻友、渡辺美優紀 |

## チャート成績
2014年2月3日付オリコン週間アルバムチャートにおいて初登場1位を記録した。初週売上枚数は約96万2000枚で、前作『1830m』（約87万1000枚）を10万枚近く上回る自己最高記録となった。AKB48のアルバムの1位獲得は、『ここにいたこと』から3作連続・通算4作目となる。3作連続1位獲得は、日本の女性グループのオリジナルアルバムではSPEED以来14年1か月ぶりのことである。
その後、同年2月6日付オリコンデイリーアルバムチャートにおいて売上枚数100万枚を突破した。シングルでの15作連続通算16作目のミリオン記録と共に、アルバムでも2作連続通算2作目の達成となった。発売16日目のミリオン突破は、前作の33日目を上回り、デビュー9年目で自己最速記録。また、日本の男女グループ・ソロを通じてアルバムが100万枚を突破したのは、2012年9月24日付でAKB48が前作で記録して以来1年5か月ぶり。女性アーティストによるアルバム2作連続ミリオンは、倖田來未以来6年8か月ぶり。女性グループではSPEED以来15年1か月ぶりの快挙となった。さらにアルバム発売から3週以内の短期間でのミリオン達成も、嵐が発売3週目に『5×10 All the BEST! 1999-2009』で記録して以来4年5か月ぶりであった。
AKB48はこのアルバムで年間1位を達成。シングル年間1位との2冠を達成した。

## 収録曲
シングル曲の序数は配信限定シングルだった『Baby! Baby! Baby!』を含むメジャーシングルの通算数。ただし、配信限定の「誰かのために -What can I do for someone?-」はシングル曲としての配信ではないため含まれない。2013年10月30日発売の「ハート・エレキ」と同年12月11日発売の「鈴懸の木の道で「君の微笑みを夢に見る」と言ってしまったら僕たちの関係はどう変わってしまうのか、僕なりに何日か考えた上でのやや気恥ずかしい結論のようなもの」はカップリング曲を含め未収録であり、アルバム次回作に持ち越された。

### Type A

#### CD（Disc 1）
1. 恋するフォーチュンクッキー [4:45]
（作詞：秋元康、作曲：伊藤心太郎、編曲：武藤星児）
  - 32ndシングル表題曲
2. LOVE修行 [4:40] - 研究生
（作詞：秋元康、作曲：石井亮輔、編曲：野中“まさ”雄一）
  - 31stシングル劇場盤カップリング曲
3. さよならクロール [4:55]
（作詞：秋元康、作曲：渡辺和紀、編曲：武藤星児）
  - 31stシングル表題曲
4. 強い花 [3:48] - 研究生
（作詞：秋元康、作曲：田中俊亮、編曲：野中“まさ”雄一）
  - 30thシングル劇場盤カップリング曲
5. あの日の風鈴 [4:23] - ウェイティングガールズ
（作詞：秋元康、作曲：杉山勝彦、編曲：杉山勝彦・有木竜郎）
  - 27thシングル劇場盤カップリング曲
6. 永遠プレッシャー [4:56]
（作詞：秋元康、作曲：丸谷マナブ、編曲：若田部誠）
  - 29thシングル表題曲
7. 青空カフェ [4:11]
（作詞：秋元康、作曲：藤本貴則、編曲：佐々倉有吾）
  - 32ndシングル劇場盤カップリング曲
8. UZA [4:41]
（作詞：秋元康、作曲・編曲：井上ヨシマサ）
  - 28thシングル表題曲
9. 君のために僕は… [5:04]
（作詞：秋元康、作曲：宮島律子、編曲：野中“まさ”雄一）
  - 26thシングル劇場盤カップリング曲
10. 私たちのReason [4:33]
（作詞：秋元康、作曲：俊龍、編曲：野中“まさ”雄一）
  - 29thシングル劇場盤カップリング曲
11. So long ! [6:02]
（作詞：秋元康、作曲：久次米真吾、編曲：野中“まさ”雄一）
  - 30thシングル表題曲
12. ギンガムチェック [5:25]
（作詞：秋元康、作曲・編曲：板垣祐介）
  - 27thシングル表題曲
13. 真夏のSounds good ! [4:34]
（作詞：秋元康、作曲・編曲：井上ヨシマサ）
  - 26thシングル表題曲
14. 大人への道 [5:17] - 研究生
（作詞：秋元康、作曲：俊龍、編曲：佐々木裕）
  - 28thシングル劇場盤カップリング曲

#### CD（Disc 2）
1. After rain [3:29]
（作詞：秋元康、作曲：Sungho、編曲：野中“まさ”雄一）
  - 映画:『DOCUMENTARY of AKB48 No flower without rain 少女たちは涙の後に何を見る?』主題歌
2. ぐぐたすの空 [4:12]
（作詞：秋元康、作曲：前村香春、編曲：野中“まさ”雄一）
  - 26thシングルType-Bカップリング曲
3. ボーイハントの方法 教えます [4:08] - 島崎遥香、木﨑ゆりあ、矢倉楓子、指原莉乃
（作詞：秋元康、作曲：小澤正澄、編曲：生田真心）
4. JJに借りたもの [4:21] - 高橋みなみ、北原里英、倉持明日香、梅田彩佳、高柳明音、山田菜々
（作詞：秋元康、作曲：鵜島仁文、編曲：武藤星児）
5. シャワーの後だから [4:05] - 柏木由紀、小嶋陽菜、松井玲奈
（作詞：秋元康、作曲：わたなべしゅうじ・Shakey、編曲：Shakey）
6. 10クローネとパン [5:20] - 横山由依、藤江れいな、古畑奈和、山本彩、兒玉遥
（作詞：秋元康、作曲：阿立力也、編曲：佐々木裕）
7. 確信がもてるもの [3:57] - Team A
（作詞：秋元康、作曲：土橋善太、編曲：板垣祐介）
8. チーム坂 [4:13] - Team 4
（作詞：秋元康、作曲：俊龍、編曲：生田真心）
  - スカパー!『第3回 AKB48 紅白対抗歌合戦』CMソング
9. 強さと弱さの間で [5:42]
（作詞：秋元康、作曲・編曲：井上ヨシマサ）
10. 僕は頑張る [4:32]
（作詞：秋元康、作曲・編曲：森脇正敏）
  - ユーキャン『AKBチャレンジユーキャン! 2014〈取りやすい資格・勉強中・WEBアテンション〉篇』CMソング
11. 永遠より続くように [3:57] - OKL48
（作詞・作曲：岡田寿也、編曲：野中“まさ”雄一）
  - 29thシングルType-Dカップリング曲

#### DVD（初回限定盤のみ）
- AKB48グループメンバー エア握手会
  - 握手会の様子を個別に撮影した疑似握手会映像。2013年12月1日時点でAKB48、及び姉妹グループに所属していた257人全員が参加。

#### 特典（初回限定盤のみ）
- 箔押しBOX&デジパック仕様
- 48ページ写真集
- 生写真1枚（ランダム封入）

### Type B

#### CD（Disc 1）
1. 恋するフォーチュンクッキー
2. LOVE修行 - 研究生
3. さよならクロール
4. 強い花 - 研究生
5. あの日の風鈴 - ウェイティングガールズ
6. 永遠プレッシャー
7. 青空カフェ
8. UZA
9. 君のために僕は…
10. 私たちのReason
11. So long !
12. ギンガムチェック
13. 真夏のSounds good !
14. 大人への道 - 研究生

#### CD（Disc 2）
1. スマイル神隠し [3:54] - てんとうむChu!
（作詞：秋元康、作曲：重永亮介、編曲：若田部誠）
  - 大江戸温泉物語『温泉で、ニッポンに元気を。〈夕食・宿泊〉物語篇』CMソング
2. 他人行儀なSunset beach [4:39] - 山内鈴蘭、須田亜香里、渡辺美優紀、多田愛佳
（作詞：秋元康、作曲・編曲：後藤康二）
3. ハステとワステ [4:03] - BKA48
（作詞：秋元康、作曲：福田貴訓、編曲：原田ナオ）
  - 31stシングルType-Bカップリング曲
4. わたし リーフ [3:40] - 入山杏奈、川栄李奈、加藤玲奈、松井珠理奈
（作詞：秋元康、作曲：柴田晃一、編曲：楊慶豪）
5. Stoicな美学 [5:03] - 渡辺麻友、市川美織、大場美奈、木本花音、薮下柊、宮脇咲良、矢吹奈子
（作詞：秋元康、作曲：福田貴訓、編曲：佐々木裕）
6. ぽんこつブルース [4:40]
（作詞：秋元康、作曲：福田貴訓、編曲：福田貴訓・立山秋航）
  - テレビ東京系ドラマ24『マジすか学園3』オープニング・テーマ
7. イチニノサン [4:15] - 大島優子、永尾まりや、峯岸みなみ、古川愛李、高城亜樹
（作詞：秋元康、作曲・編曲：村井大）
8. 共犯者 [4:25] - Team K
（作詞：秋元康、作曲：吉富小百合、編曲：野中“まさ”雄一）
9. 動機 [4:26] - 島崎遥香
（作詞：秋元康、作曲：福田貴訓、編曲：生田真心）
  - テレビ東京系ドラマ24『マジすか学園3』エンディング・テーマ
10. 悲しき近距離恋愛 [5:01] - Team B
（作詞：秋元康、作曲：Linia、編曲：増田武史）
11. 夢の河 [4:33]
（作詞：秋元康、作曲：杉山勝彦、編曲：杉山勝彦・有木竜郎）
  - 27thシングルカップリング曲

### 劇場盤

#### CD
1. 恋するフォーチュンクッキー
2. LOVE修行 - 研究生
3. さよならクロール
4. 強い花 - 研究生
5. あの日の風鈴 - ウェイティングガールズ
6. 永遠プレッシャー
7. 青空カフェ
8. UZA
9. 君のために僕は…
10. 私たちのReason
11. So long !
12. ギンガムチェック
13. 真夏のSounds good !
14. 大人への道 - 研究生
15. 散ればいいのに…
（作詞：秋元康、作曲：UZA、編曲：野中“まさ”雄一）
  - 劇場盤にのみ収録

#### 封入特典
- 劇場盤発売記念大写真会参加券

## 選抜メンバー
所属チームは発売時点

### After rain
（センター：大島優子、渡辺麻友）
- チームA：高橋みなみ、横山由依、渡辺麻友
- チームK：大島優子、北原里英
- チームB：柏木由紀、小嶋陽菜、島崎遥香
- チーム4：峯岸みなみ
- SKE48 チームS：石田安奈
- SKE48 チームS / AKB48 チームK：松井珠理奈
- NMB48 チームN：小谷里歩
- NMB48 チームN / AKB48 チームB：渡辺美優紀
- HKT48 チームH：多田愛佳
- HKT48 チームH / HKT48 劇場支配人：指原莉乃
- JKT48 チームJ：仲川遥香
- JKT48 チームJ / AKB48 チームB：高城亜樹
- SNH48 チームSII：宮澤佐江
- SNH48 チームSII / AKB48 チームA：鈴木まりや
- AKB48 卒業メンバー：板野友美、篠田麻里子

### 強さと弱さの間で
（センター：秋元才加）
- チームK：大島優子、小林香菜
- チームB：梅田彩佳
- SNH48 チームSII：宮澤佐江
- AKB48 卒業メンバー：秋元才加、大堀恵、河西智美、野呂佳代、増田有華、松原夏海

### スマイル神隠し
「てんとうむChu!」名義
（センター：小嶋真子）
- チーム4：岡田奈々、小嶋真子、西野未姫
- SKE48 研究生：北川綾巴
- NMB48 研究生：渋谷凪咲
- HKT48 研究生：田島芽瑠、朝長美桜

### 僕は頑張る
（センター：川栄李奈）
- チームA：入山杏奈、川栄李奈、高橋みなみ、横山由依、渡辺麻友
- チームK：大島優子
- チームB：柏木由紀、小嶋陽菜、島崎遥香

### ぽんこつブルース
（センター：島崎遥香、松井珠理奈）
- チームA：入山杏奈、川栄李奈、高橋朱里
- チームK：阿部マリア、島田晴香、永尾まりや
- チームB：加藤玲奈、島崎遥香、竹内美宥、山内鈴蘭
- AKB48 チームB / SKE48 チームKII：大場美奈
- AKB48 チームB / NMB48 チームN：市川美織
- SKE48 チームS：木﨑ゆりあ
- SKE48 チームS / AKB48 チームK：松井珠理奈
- SKE48 チームE：木本花音
- HKT48 チームH：村重杏奈[注 2]
- SKE48 卒業メンバー：矢神久美

### 散ればいいのに…
（センター：大和田南那）
- 研究生：市川愛美、大川莉央[注 2]、大和田南那、込山榛香、佐藤妃星、達家真姫宝[注 2]、土保瑞希、福岡聖菜、向井地美音、湯本亜美

## SNH48によるカバー
AKB48の姉妹グループであるSNH48は、当アルバムの収録曲「After rain」を「雨季之後」のタイトルでカバーしている。このカバー曲は、グループの7作目のEPとして発売された。2015年3月28日発売された。
歌詞はサビの決め台詞以外は秋元の詞を中国語に翻訳したものとなっている。楽曲のセンターポジションは莫寒、メインボーカルは莫寒、馮薪朶、王璐。
楽曲のEP盤には、特典として生写真1枚（83枚中からランダムで1枚）、握手会参加券。

### EP収録トラック
| #  | タイトル                            | 作詞              | 作曲       | 編曲           |
| -- | ----------------------------------- | ----------------- | ---------- | -------------- |
| 1. | 「雨季之後」(原曲:「After rain」)   | 秋元康/上海星四芭 | Sungho     | 野中“まさ”雄一 |
| 2. | 「幸福的壓力」                      | 秋元康/上海星四芭 | 丸谷マナブ | 若田部誠       |
| 3. | 「愛情養成日記」(原曲:「LOVE修行」) | 秋元康/上海星四芭 | 石井亮輔   | 野中“まさ”雄一 |
| 4. | 「懸鈴木」(チームHII Version)       | 秋元康/上海星四芭 | 織田哲郎   | 野中“まさ”雄一 |
| 5. | 「狼與自尊」(原曲:「狼とプライド」) | 秋元康/上海星四芭 | 吉富小百合 | 影家淳         |

| #  | タイトル                                       | 作詞 | 作曲・編曲 |
| -- | ---------------------------------------------- | ---- | ---------- |
| 1. | 「雨季之後 Music Documentary」                 |      |            |
| 2. | 「懸鈴木(チームHII Version) MVメイキング映像」 |      |            |
| 3. | 「狼與自尊 Music Video」                       |      |            |

### 選抜メンバー
| - 陳怡馨 - 戴萌 - 馮薪朶 - 龔詩淇 | - 鞠婧禕 - 李藝彤 - 莫寒 - 邱欣怡 | - 王璐 - 呉燕文 - 徐晗 - 許佳琪 | - 易嘉愛 - 張昕 - 張語格 - 趙嘉敏 |